# Orange Walk North
Orange Walk North – jednomandatowy okręg wyborczy w wyborach do Izby Reprezentantów, niższej izby parlamentu Belize. Obecnym reprezentantem tego okręgu jest polityk Zjednoczonej Partii Demokratycznej Gaspar Vega.
Okręg Orange Walk North znajduje się dystrykcie Orange Walk w północno-zachodniej części kraju. 
Utworzony został w roku: 1961.

## Posłowie
| Rok   | Poseł         |  | Partia |
| ----- | ------------- |  | ------ |
| 1984  | Reuben Campos |  | UDP    |
| 1989  | Reuben Campos |  | UDP    |
| 1993  | Elito Urbina  |  | UDP    |
| 1998  | Servulo Baeza |  | PUP    |
| 2003  | Servulo Baeza |  | PUP    |
| 2008. | Gaspar Vega   |  | UDP    |
| 2012  | Gaspar Vega   |  | UDP    |